# Vodní tunel Adiže-Garda

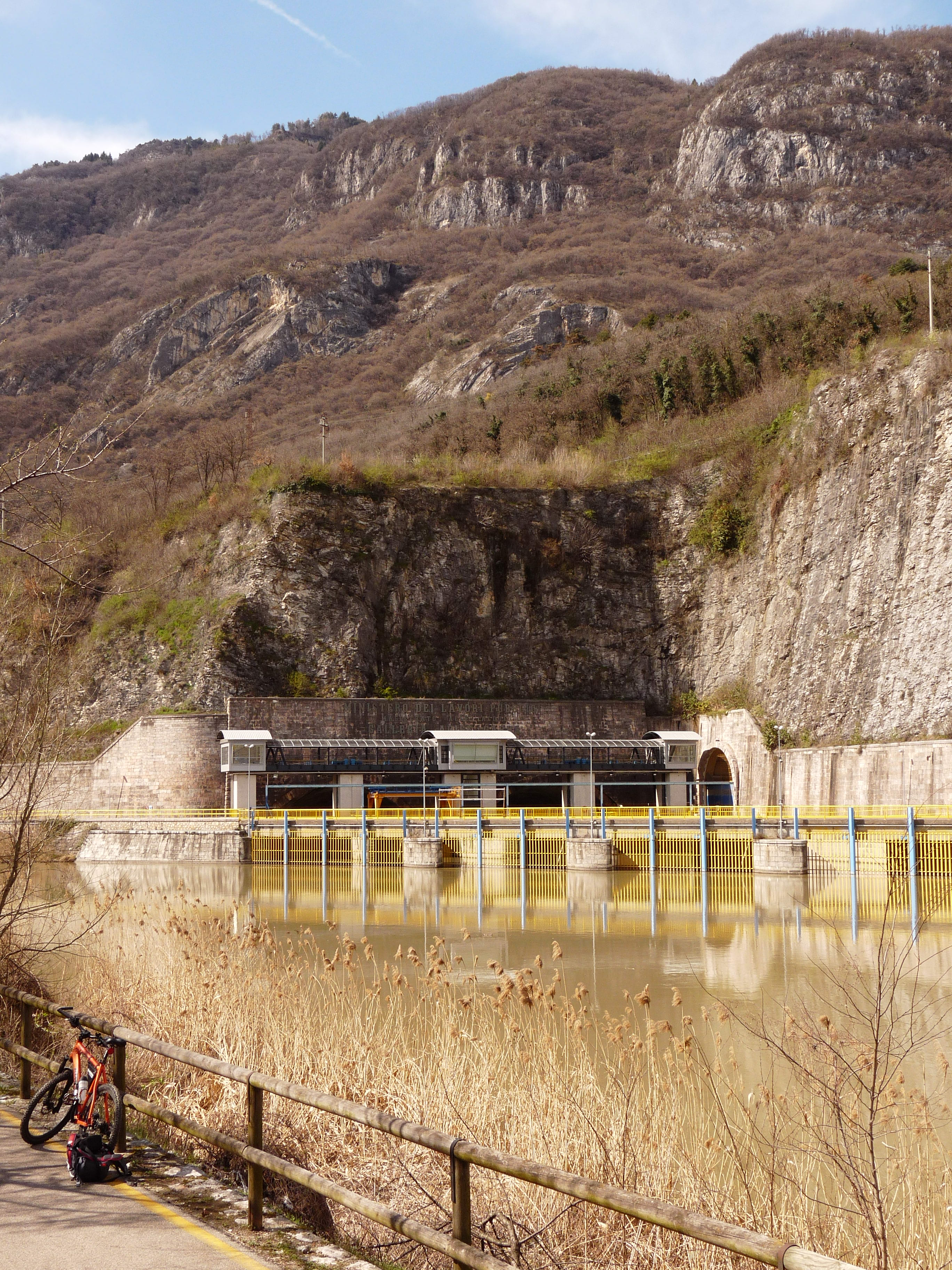
Ústí do tunelu v Mori, viditelné z cyklostezky

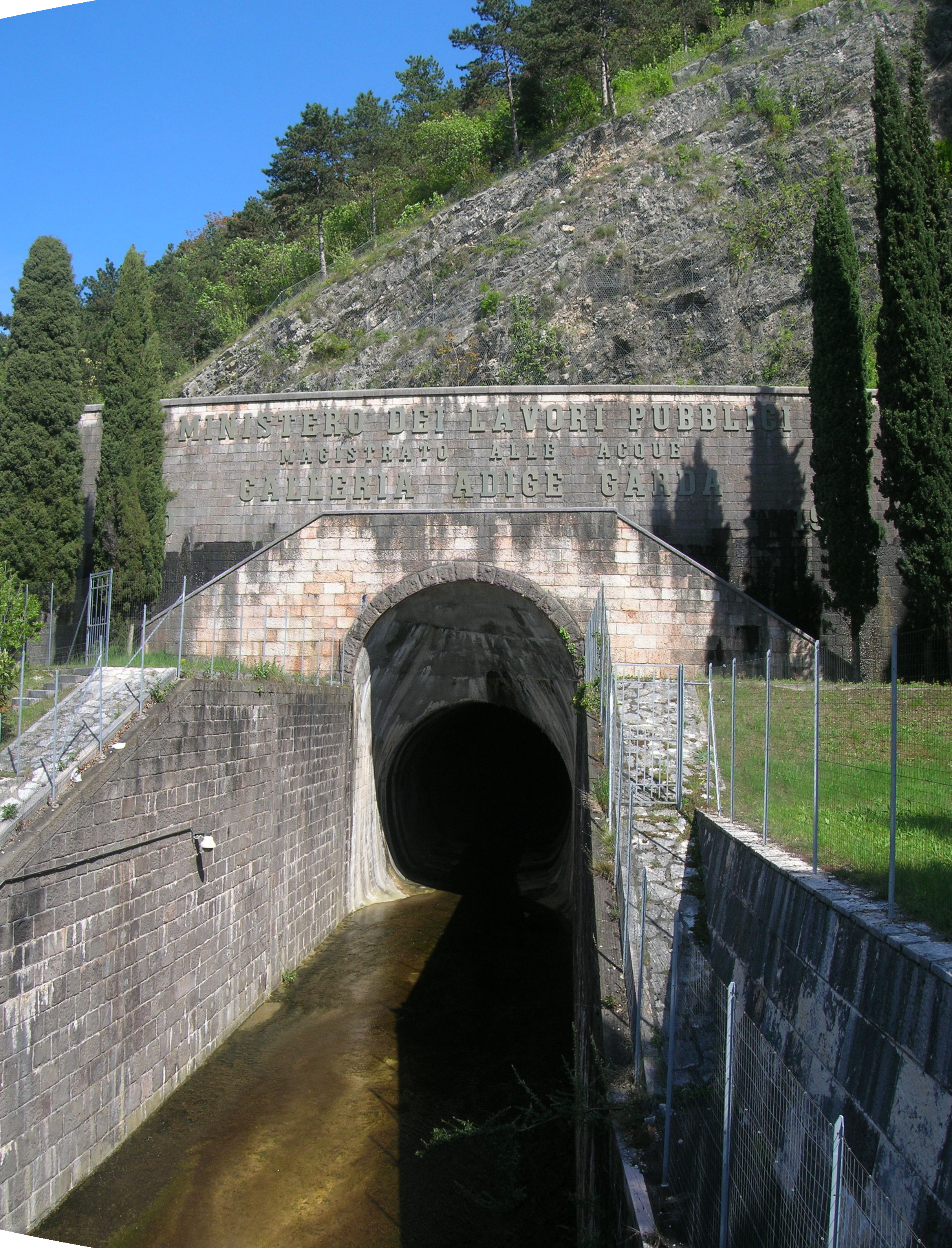
Výtok z tunelu v Nago-Torbole, viditelný ze silnice SS249 „Gardesana Orientale“

Vodní tunel Adiže-Garda (italsky Galleria Adige-Garda) byl dokončen v roce 1959 a spojuje řeku Adiže s Gardským jezerem mezi italskými městy Mori a Nago-Torbole.
Jeho účelem je snížení hladiny vody na horním toku řeky v provincii Verona tím, že se přebytečná voda odvede tunelem do jezera. Tunel snižuje riziko povodní ve Veroně a okolí ze sedmdesátileté vody na dvousetletou vodu.
Odvedení 3 700 000 m³ vody představuje zvýšení hladiny Gardského jezera o 1 cm.
Při otevření tunelu dochází ke znečištění jezera. Náhlý příliv studené vody z Adiže způsobuje navíc teplotní šok a výrazně tak zhoršuje prostředí pro ryby. Z těchto důvodů se tunel využívá pouze v ojedinělých případech při vysokém riziku velkých povodní ve Veroně a okolí.

## Historie
Po velkých povodních v druhé polovině 19. století (poslední v roce 1882), vyvstala do popředí otázka ochrany města Verona před povodněmi z Adiže. První nápad na vybudování tunelu se objevil již v 18. století, kdy Benátský vodní úřad navrhl vybudování odkláněcího tunelu do Gardského jezera, který by odváděl přebytečnou vodu z Adiže v případě hrozby povodní. Jezero s plochou přibližně 370 km² by umožnilo odklon obrovského množství říční vody, přičemž by došlo pouze k malému zvýšení jeho hladiny. Za nejvhodnější řešení byl považován tunel procházející z pravého břehu řeky Adiže v blízkosti Ravazzone (část obce Mori) do Gardského jezera jižně od Torbole. Hloubka jezera v tomto místě by umožnila bezproblémové usazení pevných částí naplavených s přitékající vodou. Stavba byla zahájena fašistickou vládou v březnu 1939, ale za války byla přerušena. Pokračovala až od roku 1954 do svého ukončení v květnu 1959.
Výstavba tunelu způsobila zánik jezera Loppio, neboť došlo k narušení pramenů, které ho napájely.

## Zařízení
Elektromechanické zařízení tunelu se skládá z roštu, vodotěsných dveří a vrat, stejně jako z řídících panelů umístěných ve zvláštních místnostech. Vrata jsou umístěna na čtyřech vstupních otvorech. Všechna vrata mají šířku 9,5 m a jsou tvořena dvěma překrývajícími se panely. Spodní panel má výšku 3 m a horní 5 m.

## Parametry díla
- Délka: 9873 m
- Nadmořská výška vtoku: 161 m n. m.
- Nadmořská výška výtoku: 55 m n. m.
- Rozdíl: 106 m
- Sklon: 0,8688%
- Průměr: 8 m
- Hydraulický průřez: 50,40 m²
- Maximální průtok: 500 m³/s
- Rychlost vody při maximálním průtoku: 11 m/s
- Rychlost vody při minimálním průtoku: 5 m/s